# Irrsdorf
Irrsdorf ist ein Dorf im Flachgau im Land Salzburg an der oberösterreichischen Grenze wie auch Ortschaft und Katastralgemeinde der Gemeinde Straßwalchen im Bezirk Salzburg-Umgebung.

## Geographie
Der Ort befindet sich 25 Kilometer nordöstlich von Salzburg und gut 4½ Kilometer nordöstlich von Neumarkt am Wallersee.

### Ort und Ortschaft Irrsdorf
Irrsdorf liegt an der Mondsee Straße (B154) 2 Kilometer südöstlich des Gemeindehauptortes Straßwalchen, in der Talung des Irrsdorfer Bachs (Mühlbach). Dieser Nebenbach der Mattig kommt vom Schoibernberg südöstlich und bildet die Passlandschaft bei Oberhofen am Irrsee (Zellersee), die das Mattigtal mit dem Mondseeland verbindet, und damit die Einzugsgebiete des Inns und der Traun. Der Irrsdorfer Bach mündet nach Durchqueren des Dorfes an seinem Nordwestrand in den Hainbach (östlich von Eingarten), der dann über Straßwalchen zum Schwemmbach rinnt. Direkt südlich erhebt sich der Irrsberg (884 m ü. A.), der Nordausläufer des Kolomansbergmassivs.
Das Dorf umfasst gut 140 Adressen, Irrsdorf im Ortskern, Irrsdorfer Kirchenstraße und Irrsdorfer Bachstraße. Die B154 führt am Nordnordwestrand des Ortes entlang, der deshalb wenig Durchgangsverkehr hat.
Zum Ort gehört auch die Ortslagen  Am Sportplatz (2 Adressen) auf der anderen Seite der Westbahn, die den Ort im Südosten – etwas erhöht – ebenfalls nur streift, sowie die Siedlung Am Hainbach (40 Adressen) auf der anderen Seite der B154.
Die Ortschaft Irrsdorf umfasst knapp 300 Gebäude mit 1230 Einwohnern (Stand 1. Jänner 2024). Zum Ortschaftsgebiet gehört auch Quengert/Am Irrsberg (40 Adressen) auf der anderen Westbahnseite und der kleine Weiler Rattenberg nördlich über der Hainbachsiedlung.

### Katastralgemeinde Irrsdorf
Zur viel größeren Katastralgemeinde Irrsdorf mit gut 1170 Hektar gehört das gesamte südöstliche Gemeindegebiet in den Tallagen zwischen Irrsberg und dem Hochfeld am Kogler Berg östlich. Das umfasst neben der Ortschaft Irrsdorf auch Stauden und Teile von Ruckling nördlich (die beiden Orte sind inzwischen weitgehend mit Straßwalchen verwachsen), und die Ortschaften Rattensam, Innerroid und Außerroid nordöstlich, Bodenberg, Neuhofen und Stockham westlich, wie auch Taigen südlich.
Der Katastralgemeinde entspricht der Zählsprengel Straßwalchen-Innen-Ost, zu dem noch die Ortschaft Pfenninglanden hinter Außerroid gerechnet wird.

### Nachbarorte, -ortschaften und -katastralgemeinden
| Straßwalchen Markt (KG) Straßwalchen (O) ∗ Thalham | Ruckling (O) Rattenberg                     | Brunn (KG) Rattensam (O)                                             |
| Stadlberg (O) ∗                                    | Kompassrose, die auf Nachbargemeinden zeigt | Neuhofen (O) Bruck- moos (KG)                                        |
| Neumarkt Land (KG, Gem. Neumarkt a.W.)             | Quengert Taigen (O)                         | Römerhof (O, Oberhofen) Rabenschwand (KG) (alle Gem. Oberhofen a.I.) |

∗ Die Ortschaft Straßwalchen zieht sich nominell wie die KG Straßwalchen Markt bis an den Irrsberggipfel, Stadlberg gehört schon zur KG Straßwalchen Land

## Geschichte und Sehenswürdigkeiten

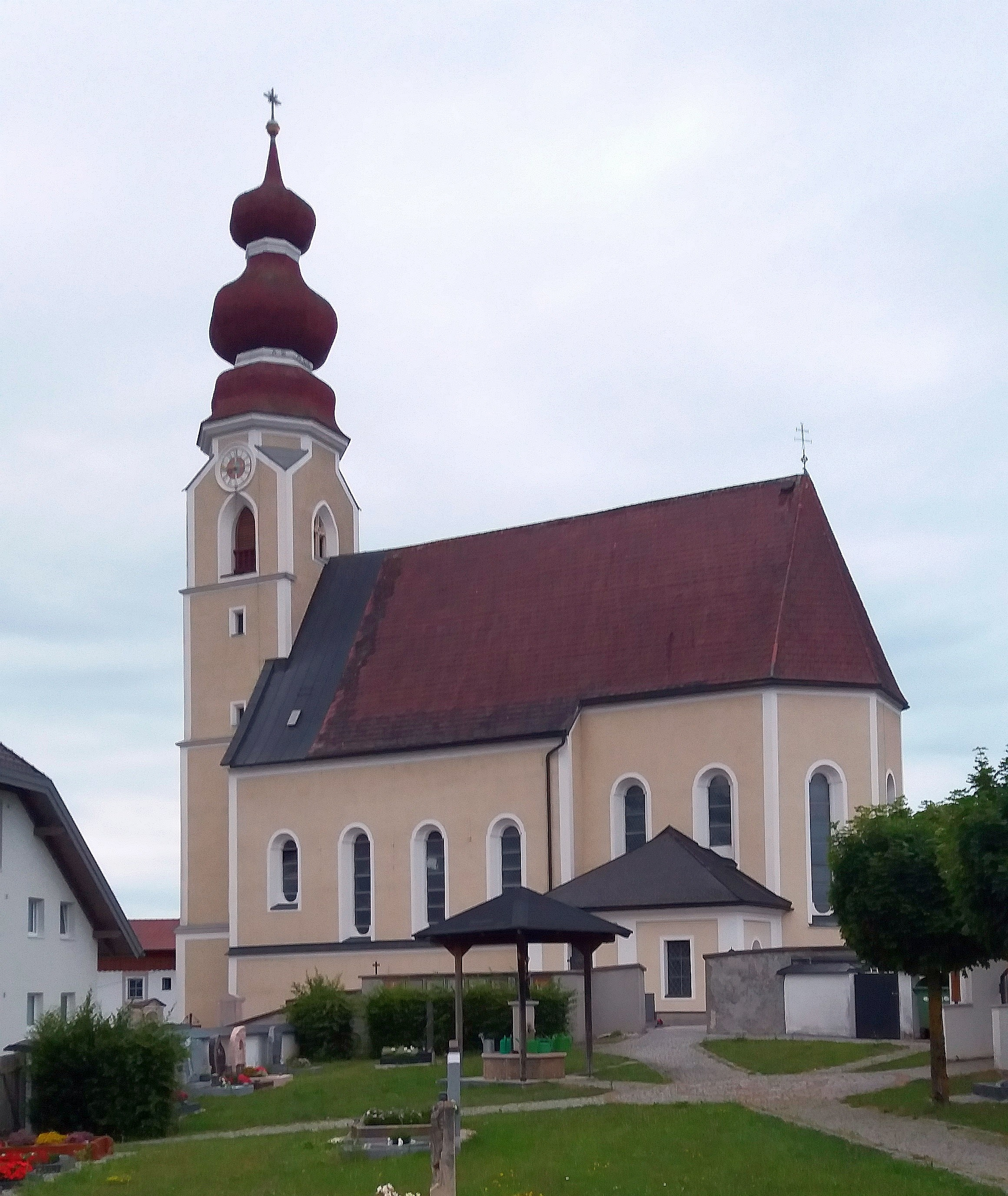
Kirche Maria Himmelfahrt

Der Ort liegt im Vorfeld des Gletscherschwund-Gebietes des Irrsegletschers in der vorletzten Kaltzeit (Riß-Kaltzeit, um die 200.000 Jahre alt): Watzlberg–Hochfeld wie auch die Schwelle Außerroid–Stockham stellen dessen mächtigen Randmoränen dar. In der Würm-Kaltzeit (100.000–10.000 Jahre vor heute) kam der Gletscher dann nicht mehr über Oberhofen hinaus, der Ort selbst liegt auf den Ablagerungen dieser jüngeren Zeit, beiderseits gesäumt von den Altterrassen.
Dass die Talung zwischen Straßwalchen und Irrsee alter Siedlungsraum ist, belegen vorgeschichtliche Funde ebenso wie solche der Römerzeit, so der Steinblock mit Reiterrelief in der Kirche und Grabfunde wie auch Reste der Römerstraße bei Pfenninglanden.
Der Ort gehört mit zu den ältesten Ansiedlungen zur Zeit der baiuwarischen Landnahme im Raum, er ist schon um 760 als Urisisdorf, Urisesdorf urkundlich. Dieser Name wird zu einem Personennamen Uris gestellt, der nicht germanischer Herkunft ist.
Wie bei Straßwalchen selbst (als -walchen-Ort) liegt wohl Kontinuität der Vorbesiedlung vor. Von diesem Namen wird auch der Irrsee (um 1000 Urisesseo) abgeleitet, die Ansiedlung war also wohl schon im Frühmittelalter Zentrum umfangreicher Besitzungen.
Irrsdorf bildete von Anbeginn der Zeit des Herzogtum Baierns eine der vier Obmannschaften des Landgerichtes Hechfeld (Hochfeld). Es gehörte anfangs zum Kloster Mondsee und dann zum Bistum Passau. Später war es mitsamt Straßwalchen und dem Hochfelder Gericht über lange Zeit zwischen dem Fürsterzbistum Salzburg (zu dem seit 1390 gehört), dem Herzogtum Bayern und Österreich umstritten.
Die heutige gotische Kirche Maria Himmelfahrt, eine Filiale von Straßwalchen, datiert 1408. Sie war im Spätmittelalter eine wichtige Wallfahrtskirche und wurde prachtvoll ausgestattet, so mit geschnitzten Türen der Bauzeit und den Altären von Meinrad Guggenbichler in den 1680ern. Zum denkmalgeschützten Ensemble der Kirche mit ihrem ummauerten Friedhof gehören auch zwei keine Bildstöcke (Schmerzensmutter und Grabstätte Herzog).
Die Schule war schon in den 1840ern gemauert und hatte um die 200 Schüler, so viele wie der Ort seinerzeit Einwohner hatte. Sie kamen aus dem ganzen heutigen Katastralgebiet und noch von der Hüttenedt zusammen. Mit der Gründung der Volksschule in Hochfeld 1893 verkleinerte sich der Schulsprengel etwas.
1860 wurde hier die Kaiserin Elisabeth-Bahn (Westbahn) eröffnet, mit dem Bahnhof Straßwalchen im Nachbarort Thalham.
Ab 1873 war Irrsdorf der Hauptort der Gemeinde Straßwalchen-Land. 1936 wurden Markt- und Landgemeinde wieder zusammengelegt.
Heute ist der Ort für sein reges Dorfleben bekannt. So wurde 2014 ein völlig neugestalteter Dorfplatz eingeweiht, der die Gründe der alten Käserei nutzt.
Durch Irrsdorf führt der Arnoweg (Etappe 59 Irrsdorf – Mattsee), den man auch als Talvariante der Via Nova gehen kann. Er verbindet wichtige Geschichtsorte des Salzburger Erzbistums.

## Persönlichkeiten
Personen mit Beziehung zum Ort:
- Karl Merkatz (1930–2022), österreichischer Schauspieler, lebte in Irrsdorf und ist hier begraben
- Frauke Sinjen (1940–2003), deutsche Schauspielerin, in Irrsdorf  begraben
- Sabine Sinjen  (1942–1995), deutsche Schauspielerin, in Irrsdorf  begraben
- Günther Huber (1951–2005), österreichischer Theaterregisseur und Dramaturg, in Irrsdorf begraben
- Reinhard Schwabenitzky  (1947–2022), österreichischer Regisseur, Produzent und Drehbuchautor, in Irrsdorf begraben